# Grand National Tour Auto

## Historique
En 1970 avec l'appui d'une compagnie pétrolière, Bernard Consten, président de la Fédération Française du Sport Automobile, lance le Grand National Tour Auto. Empruntant les mêmes itinéraires que le Tour de France automobile, le Grand National est ouvert aux pilotes titulaires d'une licence nationale.Grand National Tour Auto cessa en 1975.

## Palmares 1970
```
Classement général
```

```
1- "OEDEHEM"-LAVERNE 	Porsche 911 R 2- SARINE-SURRE 	Porsche 911 S 3- AUXEMERY-QUINOMANT 	Alpine A 1101300 4- VINEIS-RIANCO 	Alpine A 1101300 5- BARRARA-RENIER 	Alpine A 110 1600 S 6- SAUREL-MICREL 	Alpine A 1101600 7-O. et J.VALOIS 	AlpineAjl01300 8- OIRAUDO-SARAILLER 	Alpine A 1101600 9- MILANI-MAZUE 	Alpine A 1101600 10- MAUDRUY-BIOJON 	Alpine A 1101600 11- ADVOCA T -RENARD 	Alfa Romeo OTA 12- COURTHIADE-TRIERRY 	Porsche 911 T 13- DERUSSY-RONNEFOY 	Alfa Romeo OTA 14- LEFEVRE-MARCRIN 	BMW 2002 TI 15- Mmes "KOPPENRAOUE"-COUSIN 	Porsche 911 S 16- OLLIER-DURAND 	BMW 2002 TI 17- PRADEAU-QUAOLIOZZI 	BMW 2002 18- CLARR-SORN 	Opel Kadett 19- OIRARD-CONCONI 	Alpine A 1101300 20- VION-DELCOTTO 	Alfa Romeo 21- MERCIER-DIAS 	NSU 67 F 22- E. et A. SARY 	Ford Capri 23- J.-L. et J.-M. PAOES 	EMW 2002 24- LIONS-DE MEYER 	Porsche 911 S 25- Mmes DEMAI-OTTO 	Ford Capri 26- P. et F. LECLERC 	BMW 2002 TI 27- CRAMAILLARD-OAUDRAT 	
Alfa Romeo 1750
 28- TURUANI-PERI 	Lancia Fulvia 29- MAISTRE-MASQUELET 	Renault 1135 30 - MOULARD-POTTIER 	Ford Capri 31- "LETETU"-"LATETUE" 	NSU Prinz 32- OENDRE-F A VRESSE 	Renault 1135 33- Mmes JORANNY-QUEYRON 	Ford Capri 34- BOYER-OUILLEMIN 	Renault 1135 35- MEUNIER-REONIER 	Welter WM 36- EOSSE-BEOUIN 	Simca CO 37- RENRY-CROCHU 	Simca 38- COSSON-ROUCARD 	Renault 1135 39- EOISSA YE-ERRA 	Porsche 911 S 40- DIDIER-OAUTHIER 	Peugeot 41- DYON-Mlle ADER 	
Daf 55
 42- BLEVIN-BELL Y 	NSU 1000 TTS 43- REIJMANNS-LOUET 	NSU 67 F 44- "JEN"-MATT 	NSU 67 45- ROURSOURIOARA Y -DERRIPS 	Autobianchi 46- ERUN-ROSENFELD 	NSU 67 47- MARQUIONY-SOUTIFF 	Opel Commodore OS 48- J .-P . et O. EERTRET 	NSU Prinz 49- EROUTIN-LEFEEVRE 	NSU 1000 TTS 50- RENAUT -MAILLARD 	Fiat
```

## Palmares 1971
```
Classement général
```

```
I - THIRY-WITZ 	Porsche 911 R 2- PIOLE-ESKENAZI 	Alpine A 1101600 3- "EARDINI"-DELANNOY 	Porsche 911 S 4- COURTOIS-MARTIN 	Alpine A 1101600 5- DECARNE-BARTHELEMY 	CG Compresseur 6- RENAUDA T -LENNE 	CO Compresseur  7- MARQUET-MARCHETTI 	Alpine A 1101600 8- MARI-POOOINI 	Alpine A 1101600 9- TEL-DUROIS 	Alpine A 1101600 10- VINCENT-VERDONCK 	Porsche 911 S 11- MONDY-FRANCES-DUVOCELLE 	Alpine A 1101300 12- VILLEDIEU-MOUTARD 	Alpine A 1101600 13- "DEPNIC"-BELLY 	BMW 2002 TI 14- FIAT-LHERITIER 	Opel Kadett 15- OUYOT-OUOLIERI 	CO Compresseur  16- EECKER-JALUT 	Porsche 911 S 17- JAUNET-ORIMAULT 	Alpine A 1101600 18- PREVOTEAU-DEYAUX 	BMW 2002 TI 19- MAUDHUY-RIOJON 	Alpine A 1101600 20 - ELEVIN-BLEVIN 	BMW 2002 TI 21- SAONIER-MAROTIN 	Porsche 911 S 22- MERCORELLI-MERCORELLI 	Renault R 1135 23- MORAND-MORAND 	Porsche 911 S 24- RASERA-RAPT 	Porsche 911 S 25- PIOEON-RELOU 	Porsche 911 S 26- LURERT-JOURDAN 	BMW 2002 TI 27- LECLERC-LECLERC 	BMW 2002 TI 28- OIVELET -LAORANOE 	Opel Kadett 29- JURERT-RAOON 	Alpine A 1101600 30 - OAFFIER-OUILLON 	Ford Capri 31- GERMAIN-LHERITIER 	BMW 2002 TI 32- TULLIEZ-MAJOR 	Opel Commodore 33- DUROIS-YACKX 	Alpine A 1101600 34- EEULIN-REULIN 	Alfa Romeo 35- RESTOUT-HERARD 	Porsche 911 S 36- EELLIARD-MORAL 	Opel Kadett 37- LAFOSSE-"PHIPHI" 	BMW 2002 TI 38- MICHOUD-DE VILAR 	Alpine A 1101600 39- PRIVE-HENZIEN 	Alpine A 1101600 40 - RA YNAL-DESTOURS 	Ford Capri 41- DANESI-FERARD 	Alpine A 1101600 42- MULOT -RESNIER 	Opel Commodore 43- DAOAN-DAOAN 	Lancia HF Fulvia 44- ORLANDINI-TURCOT 	BMW 2002 TI 45- DELPORTE-"YARFLAP" 	NSU 1000 TT S 46- ERETON-ANTRA YOUES 	Simca Barraquet 47- ELANCHOUD-ELANCHOUD 	NSU TT 67 F 48- SOULAT-"VROOM" 	Fiat 124 EC 49- ANDRES-HARAND 	Porsche 911 S 50 - FORNAOE-EHRMANN 	BMW 2002 TI 51- EEAUJON-VANOYSEOHEM 	Alpine A 1101300 52- HENAUT -LEMAN 	Fiat 124 ST 53- Mmes RENIER-DALLONGEVILLE 	Alpine A 1101600 54- THIERCELIN-FORESTI 	Renault R 1135 55- ARNAUD-NADAUD 	Renault R 1135 56- BUCHMAN-JABEL Y 	Opel Commodore 57- DUCLOS-DEPASSE 	Alpine A 1101300 58- CLAUSS-LANOLADE 	Chrysler 180 59- Mmes PEDELAHORE-MINIER 	Datsun 1600 S 60 - LERRUN-KERSENDONFER 	Peugeot 204 61- "DON KAH"-"LA BELETTE" 	Alpine A 1101600 62- ELANC-MOREL 	NSU 1200 TT 63- VALLET-ACHARD 	Simca CO 64- DUCAMP-TARDIEU 	NSU 1000 TTS 65- MORONI-MENNERET 	Daf 55 66- Mmes "WARUM"-VASSILIADES 	Fiat 124 ST 67- BROUTIN-LEFEVRE 	CG Compresseur 68- DERREUMAUX-DERREUMAUX 	Simca 1000 Rallye
```

## Palmares 1972
```
Classement général
```

```

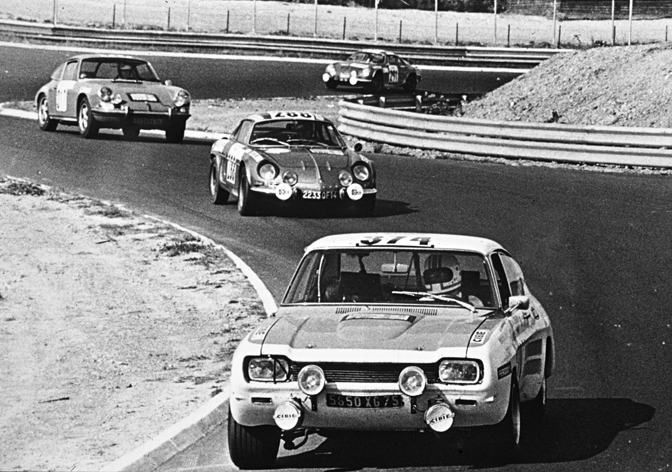
le Grand National sur le circuit du Nurburgring 1971

1- ALIRELLI-RERTHET 	Porsche 911 S 2- ROLAND-SCHNEIDERLIN 	Alpine A 1101600 S 3- AYRINHAC-CAUSSIGNAC Porsche 911 S 4- EORRAS-SAONIER 	Porsche 911 S 5- SAINPY-OIRAULT 	Alpine A 1101600 S 6- JAUNET-TAPY 	Alpine A 1101600 7- COSTE-DEL V AL 	Ford Capri 2600 RS 8- STRAPAZON-DE BUTLER 	Porsche 911 SE 9- ERIAVOINE-"KNAPICK" 	Ford Capri 2600 RS 10- BOULINGUEZ-LEREUT 	Alpine A 1101600 S 11- SERVANIN-PIN 	Porsche 911 S 12- Mmes DESVIONES-ROUFF 	Alpine A 1101600 13- PRADEAU-QUAOHOZZI 	Ford Capri 2600 RS 14- MAUDHUY-COURSON 	Alpine A 1101600 S 15- HAZARD-"JANLOU" 	BMW 2002 TI 16- SIMON-RASILE 	Alpine A 1101600 S 17- DUCLOS-MOURE 	Alpine A 1101600 18- "YVONIK"-PHILIPPE 	Alpine A 1101600 19- "SEOOLEN"-VERON 	Renault R 12 Gordini 20- E. et M.-N. MICHOUD 	Alpine A 1101600 S 21- EILLET-FIRQUET 	Porsche 911 S 22- METRAL-SALUSTRI 	Porsche 911 S 23- VILLEDIEU-CONTOU 	Alfa Romeo 2000 24- MERTENS-MOOIN 	Alpine A 110 1600 S 25- EELLIARD-DUVOCELLE 	Alpine A 1101600 26- LEHN-OOTTRI 	Alpine A 1101600 S 27- EIGEARD-DELCOURT 	Alfa Romeo 2000 28- SOULA T -DIVOY 	Fiat 124 C 1600 29- LEUDE-GOURRIN 	BMW 2002 TI 30 - FREDEZ-SCHICK 	Renault R 12 Gordini 31- HUOUENY-RORERTY 	Renault R 12 Gordini 32- AMIC-DUQUESNOY 	Porsche 911 S 33- HAESAERT-PARIS 	Alpine A 1101600 34- Mmes LAURENT-JULLIEN 	BMW 2002 TI 35- LIONS-SPINI 	Opel Ascona A 6 SR 36- PLAS-PASQUIER 	Fiat 124 BCI 37- "CRIC"-OUIRERT 	Renault R 12 Gordini 38- MATON-VAN DE LA NOITE 	BMW 3000 39- P. et F. DAGAN 	Lancia 1600 HF 40- VION-RARRIER 	Alfa Romeo 2000 41- EEDET-"TOLER" 	Ford Capri 2600 GT 42- RAMMAERT-ORILLOT 	Renault R 12 Gordini 43- BARON-GILLET 	Alfa Romeo 44- LION-RAROT 	EMW 2002 T II 45- RENAUDAT-LENNE 	Alfa Romeo 2000 GT 46- GIVELET -GAMAIN 	Opel Kadett 47- EERARD-ERAJON 	Ford Capri 2600 GT 48- DANESI-MARIN 	Alpine A 110 1600 S 49- PERRAUD-THELLIER 	Renault R 12 Gordini 50 - POIZE-BONNET 	BMW 2002 TI 51- LANOLADE-CLAUSS 	Renault R 12 Gordini 52- Mmes RENIER-COUSIN 	Alpine A 1101600 53- ROBIN-MAIRE 	Simca HA 54- KEIME-"FRETIVIG" 	Peugeot 504 55- COLLAS-MAIORET 	BMW 2002 TI 56- ROQUE-JEGOU 	Ford Capri 2600 RS 57- MARQUIONY-PETIT 	Chevrolet Camaro 58- SINTZEL-ANDREVON 	Simca 1100 S 59- CROUZAT-HECHARD 	Renault R 12 Gordini 60 - V ANIER-GUILLAUMIN 	Renault R 12 Gordini 61- OAUTIER-DUCLERMORTIER 	BMW 3000 62- MAITRE-AGOSTINI 	BMW 2002 TI 63- HERREN-HERARD 	Opel Ascona 16 S 64- MOUVIEt-LE-OONTIER 	Fiat 128 ACL 65- THIERCELIN-LA V AUX 	Renault R 12 Gordini 66- CAUCHETEUX-DERREUMAUX 	Simca 1000 Rallye 67- CUYNET-SOTTY 	NSU 67 F 68- MOREAU-COQUELET 	Simca Rallye I 69- EOUJU-SAVART 	Renault R 12 Gordini 70- DANTON-CARRIER 	Simca 1100 S 71- MANUOUERRA-LOUSTANEAU 	Ford Capri 2600 RS 72- HODEN-PIRONI 	Ford Capri 2600 RS 73- CHACORNAC-GALARRUN 	Ford Escort Mexico 74- PUECH-DEFRENNES 	Ford 2600 OT 75- "WARUM"-"MARIKA" 	Fiat 128 1300 SL 76- GRANDSARD-DOURLET 	Simca 1100 77- Mmes MINIER-SAMUEL 	BMW 2002 TI
```

## Palmares 1973
```
Classement général
```

```
1 - Claude PIGEON-Jean Yves GADAL 	Porsche Carrera 2,7l 2- RA VOT -MARION 	Porsche 911 S 3- STRIERIO-CRISTINI 	Porsche 911 S 4- CARREL-FLORES 	Alpine A 110 5- DE SAINT PIERRE-PLESSY 	Alpine A 110 6- T. et M. PERRIER        Porsche 911 S 7- EOULINdUEZ-SIZAIRE 	Alpine A 110 8- LACAILiE-ROERI 	Alpine A 110 9- COSTE-DELVAL 	Ford Capri RS 10- DEVIliLAY-ERICHOT 	Alpine A 110 11-J.-F.;etD.MUCHERIE 	Alpine A 110 12- AREROUS-PARODI 	Porsche Carrera 13- VIONES-ROUROUES 	Alpine A 110 14- OAUTRIE-CAVALIER 	Renault 12 O 15- LURERT-CLEMENT 	BMW 2002 TI 16- "EUSSI"-OUEDON 	Porsche 911 S 17- Mmes OIRARD-PENOT 	Porsche 911 S 18- "MANU"-VACHER 	Alfa Romeo 19- MEUNIER-MIALON 	Alpine A 110 20- EERARD-"LA RRA GE" 	BMW 2002 TI 21- EANCAL-FERARD 	BMW 30 SI 22- MATON-VAN DE LA NOITE 	BMW 30 SI 23- NEUDE-LABORDE 	BMW 2002 TI 24- ZAPP-NEYRON 	Renault 1135 25- MANUOUERRA-LAURENTI 	Ford Capri RS 26- TRONCAL-LACORRE 	Fiat 128 27- NORMAND-POILE 	Renault R 12 O 28- POMART -REREAUT 	BMW 30 SI 29- COLLAS-MAIORET 	Porsche 911 S 30- SCHMITT-IMRERT 	BMW 2002 TI 31- KERC-DUPUIS 	Saab 99 32- Mmes RENIER-MEO 	Alfa Romeo 33- SALAM-DOUTRELONO 	Porsche 911 E 34- KARSENTY -RERCOWITZ 	Ford Capri RS 35- COULON-OERARD 	Simca 1000 Rallye 36- EARON-OILLET 	Alfa Romeo 37- B. et L. FONT LAPALISSE 	BMW 2002 TI 38- RENOU-PENEAU 	Simca 1000 Rallye 39- MASSON-PORTAL 	Alpine A 110 40 - LEV ANNIER-AOUA TE 	Opel Commodore 41- DUVOCELLE-"VONY" 	Alpine A 110 42- OAUTHIER-DUCLERMORTIER 	BMW 30 SI 43- LA FERTE-RERTON 	Simca 1000 Rallye 44- LEFEEVRE-VANOUTRYVE 	Simca 1000 Rallye 45- PIOEON-D	AUDIN 	Alfa Romeo 46- ARNAUD-CHARLES 	BMW 2002 TI 47- AMIC-DUQUESNOY 	Porsche 911 S 48- LECOMTE-FOURNOND 	Simca JC 49- PERREAU- TERRASSE 	Alfa Romeo 50 - Mmes CHARDIN-DEVIN 	Fiat 128 51- C. et A. BROUTIN 	NSU TT 52- DUPUY -HARERT 	Alpine A 110 53- "S.A.C."-CLAUSS 	Renault 1173 54- JOUANNIC-TACONNE 	BMW 2002 TI 55- VIAROUOE-ELANC 	BMW 30 SI 56- "YVONIK"-JURERT 	Alpine A 110 57- OUIELAIN-BOUCHET 	Renault R 1173 58- COPETTI-SAINT PIERRE 	NSU 67 F 59- ELATTEYRON-RONNEFOND 	Ford Cortina 60 - MERLE-DEVERAUX 	NSU 61- CLAIRSIN-RALLION 	Opel Manta 62- "WARUM"-FIMES 	Fiat 124 63- LEULIER-ULENIECKI 	Alpine A 110 64- LEROUX-LAOARDELLE 	Saab 99 65- OOUTTEPIFRE-FAYMAN 	Ford Capri RS 66- JULIAN-LUCCHINI 	Austin Cooper 67- DUMEZ-BAUDET 	Simca 1000 Rallye 68- OAILLARD-LAOARDELLE 	Saab 99 69- EEULIN-LEMMENS 	Alfa Romeo 70- "EERTHE"-"ZOZO" 	BMW 2002 TI 71- Y. et C. LE FRANCOIS 	Alfa Romeo
```

## Palmares 1974
```
Classement général
```

```
I - GADAL-BOUBET 	Porsche Carrera 2- EEC-MORISSE 	Porsche Carrera RS 3- EOSSELUT-ROBERT 	Alpine Renault A 1101600 S 4- EOULINGUEZ-OILBERT 	Alpine Renault A 1101800 5- VERNHES-ENJALBERT 	Opel Ascona SR 6- WAMRERGUE-BONNET 	Alpine Renault A 110 1600 S 7- BUSSI-DUTEL 	Porsche Carrera RS 8- HAZARD-HUGUENY BMW 30 CSI 9- COCHEZ-RAUDOIN Alpine 	Renault A 1101800 10- LAPEYSSONIE-AYME 	Alpine Renault A 1101600 S 11- OARCON-PAILHON 	Alpine Renault A 1101600 S 12- "FAEROU"-FAURE 	Opel Ascona SR 13- DESTEZET-EURIANI 	Opel Commodore 14- MICHOUD et 
M
me
 	Alpine Renault A 110 1600 S 15- LAFITTE-MARTIN 	Alpine Renault A 1101800 16- VERCHERE-HUGONNET 	Alpine Renault A 1101600 S 17- HAZARD et 
M
me
 	Ford Capri RS 18- MANUGUERRA-LAURENTI 	Ford Capri RS 19- PRIVE-MONANOE 	Alpine Renault A 1101600 S 20- CHIARAVITA-RORERTY 	EMW 2002 Turbo 21- PAQUET-ROUSQUET 	Alpine Renault A 1101600 S 22- DE VILLARD-LURET 	BMW 2002 Turbo 23- MA TON-GUERIN 	BMW 30 CSI 24- GAUTHIER-VILLETTE 	BMW 30 CSI 25- PRIEUR-ROUX 	BMW 2002 Turbo 26- LACHENAL-"SCIPION" 	Opel Ascona SR 27- "MANU"-SALOMON 	Alfa Romeo GTV 28- SANSON-HOMONT 	Alpine Renault A 1101600 S 29- BOUAS-"YACA" 	Alfa Romeo GTV 30- TOMASINI-" JlASH" 	Simca Rallye Il 31- OUYON-BILLON 	Simca Rallye Il 32- DUPUY-
M
me
 HARERT 	Alpine Renault A 1101600 S 33- Mmes CHARDIN-DEVIN 	Alfa Romeo GTV 34- "PALU"-"KANOU" 	Porsche 911 S 35- BLATTEYRON-BALLION 	Simca Rallye Il 36- Mmes "NATACHA"-VAGLIO 	Alpine Renault A 1101600 S 37- VERNHES-ELANC 	Ford Capri GT 38- "PEPEL"-HOURY 	Opel Ascona SR 39- EOST-"LA MARINE" 	Simca Rallye Il 40 - LE FRANCOIS et 
M
me
 	Alfa Romeo GTV 41- CID-BOUZINAC 	Renault R 1173 42- LE VEVE-RILLY 	Alfa Romeo GTA 43- SKUPSKI-LITRARD 	Ford Capri RS 44- JULIAN-ROBERT 	Austin Cooper S 45- DURAND-LECAT 	Alpine Renault A 1101600 S
```